# Hauptpost Bissau

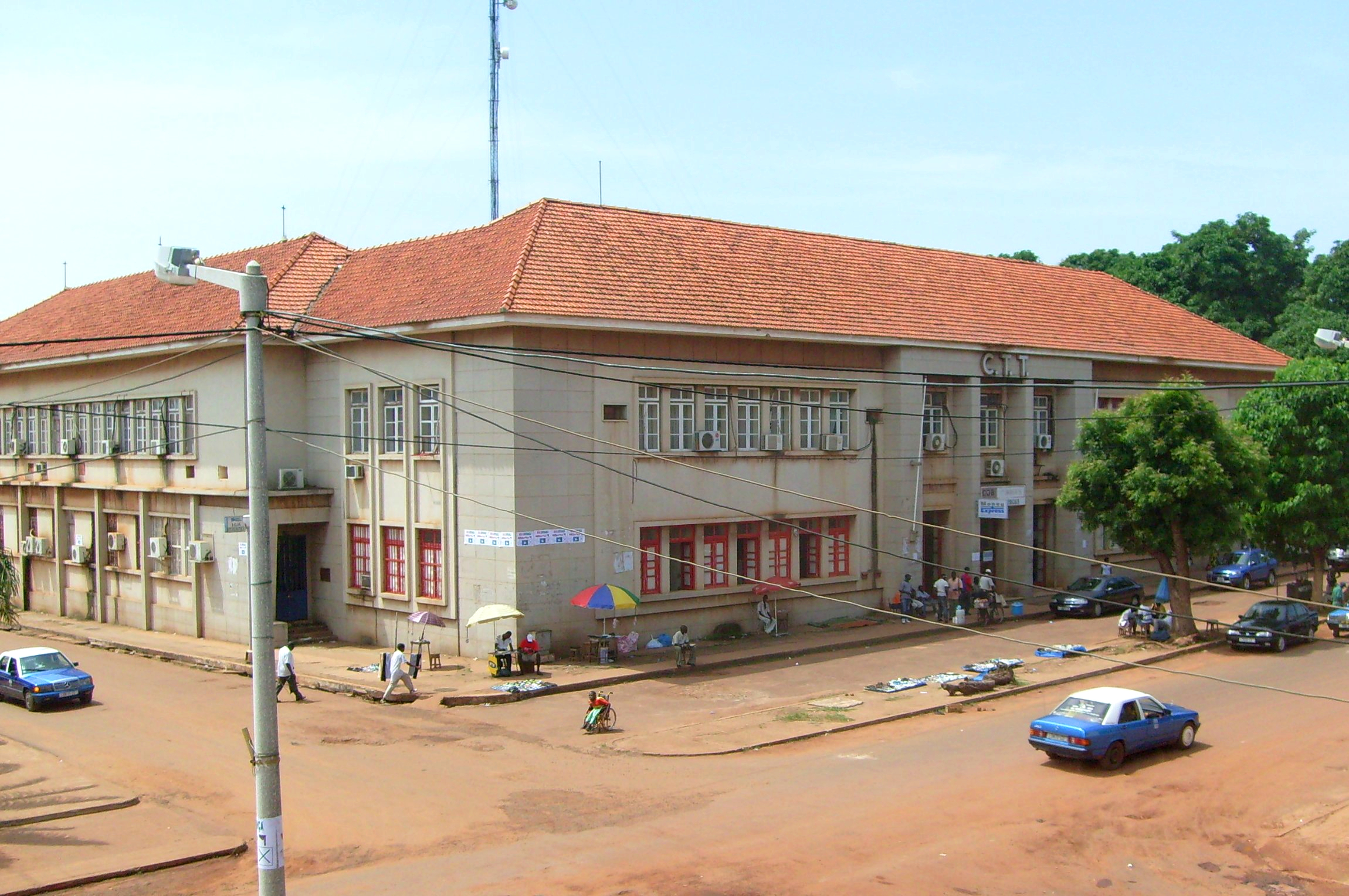
Blick auf die Hauptpost von Bissau (2010)

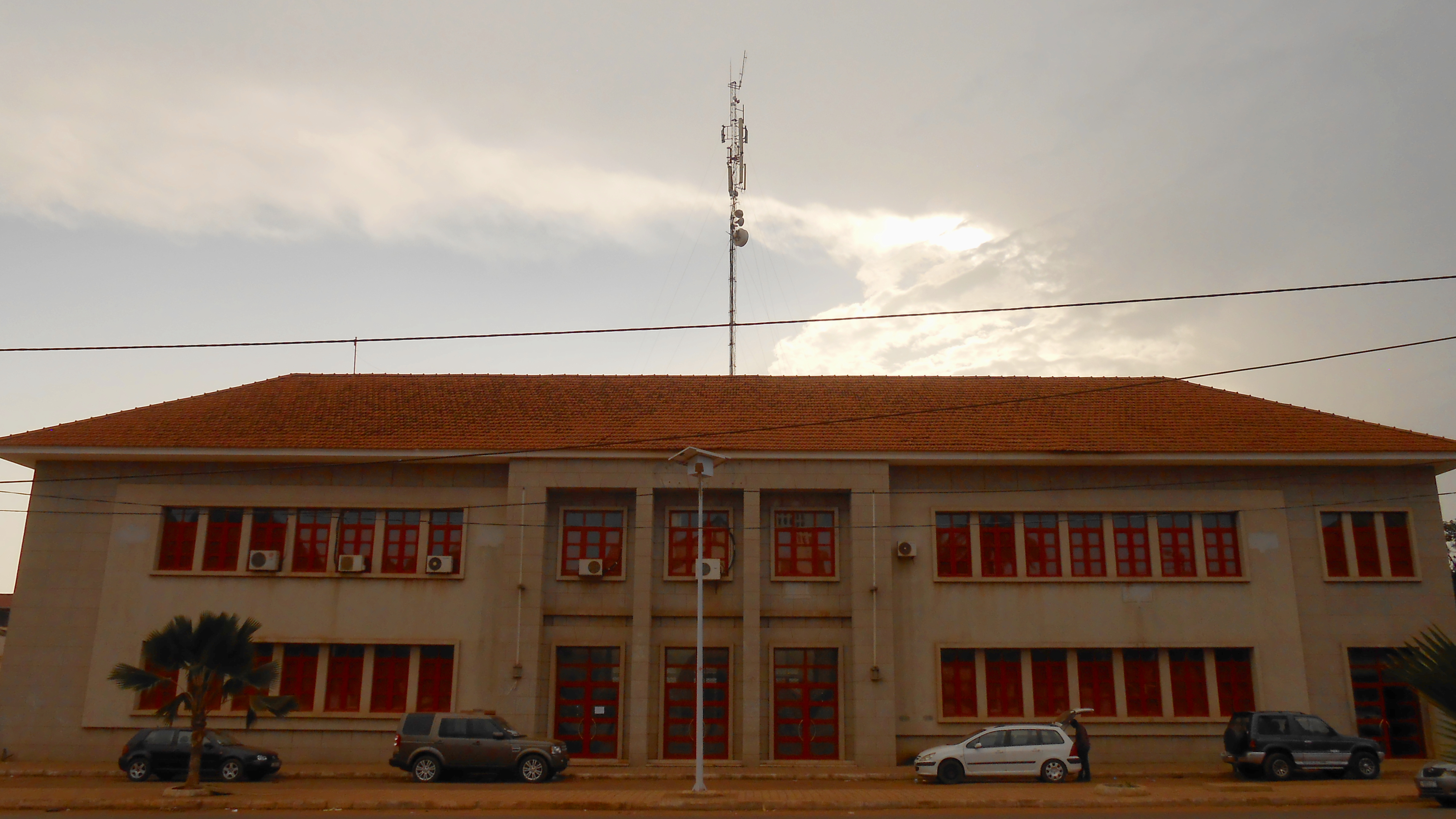
Haupteingang des Postgebäudes

Die Hauptpost von Bissau, auf Portugiesisch Estação Central dos Correios de Bissau bzw. ursprünglich auch Edifício dos Correios, Telégrafos e Telefones (CTT), ist das zentrale Postamt der guinea-bissauischen Hauptstadt Bissau der staatlichen Post Correios da Guiné-Bissau. Das Ende der 1950er Jahre eröffnete Gebäude befindet sich direkt im Zentrum der Hauptstadt in der Avenida Amílcar Cabral Nr. 13 gegenüber der Kathedrale der Stadt.

## Geschichte
Der Neubau der Hauptpost von Maputo gehörte zum Infrastrukturausbauprogramm des von 1950 bis 1955 amtierenden portugiesischen Ministers für die Kolonie, General Manuel Sarmento Rodrigues, der zuvor für fünf Jahre als Kolonialgouverneur von Portugiesisch-Guinea amtiert hatte. Die Ministeriumsabteilung für koloniale Urbanisierung (Gabinete de Urbanização Colonial, GUC) beauftragte den Architekten Lucínio Cruz 1950 mit dem Entwurf des Neubaus. Cruz hatte bereits zuvor einen Entwurf für den Neubau eines Rathauses für Bissau für das gleiche Gelände erstellt.
Cruz entwarf in mehreren Entwürfen, der letzte stammte von 1955, ein voluminöses, zweistöckiges Gebäude mit einem monumentalen, dreitürigen Haupteingang zur heutigen Avenida Amílcar Cabral (damals Avenida da República). Cruz orientierte sich stark am in Portugal praktizierten Stil des Neoklassizismus im Sinne des Estado Novo, um den offiziellen (staatlichen) Charakter der Post hervorzuheben. Das Gebäude hat einen großen Innenhof mit einer Fläche von gut 1000 Quadratmeter, der als zentrale Verteilereben für das gesamte Gebäude dient. Im zur Avenida Amílcar Cabral zugewandten Seite des Gebäudes befinden sich die Postschalter für den Kundenverkehr sowie das Sekretariat der Post. Im Seitenflügel befinden sich die zentrale Telefon- und Telegrammstelle, im ersten Stock die Bibliothek. Abweichend vom ursprünglichen Plan ließ die koloniale Post dem Gebäude einen weiteren Seitenflügel anschließen, um dort eine kleine Schule, Ateliers und weitere Einrichtungen unterzubringen. Durch den zweiten Seitenflügel ergänzt, bildet der Grundriss des Gebäudes ein „U“.
Es gibt keine Informationen über das tatsächlich Eröffnungsdatum der Post, vermutlich wurde das Gebäude zwischen 1955 und 1960 eröffnet. Bis zur Unabhängigkeit von Guinea-Bissau nutzte die portugiesische (koloniale) CTT das Gebäude. Nach der Unabhängigkeit bezog die neugegründete guinea-bissauische Post Correios da Guiné-Bissau (CGB) das Gebäude und nutzt es bis heute. Des Weiteren befinden sich dort auch Büros der staatlichen Kommunikationsbetreiber Guiné Telecom und Guinétel. Das Gebäude soll sich nur unwesentlich seitdem verändert haben.
Es ist nicht bekannt, ob der Palast unter Denkmalschutz steht. In der portugiesischen Denkmaldatenbank Sistema de Informação para o Património Arquitectónico (SIPA), das auch Denkmale ehemaliger portugiesischer Kolonien umfasst, ist das Gebäude mit der Nummer 30437 eingetragen.